# نوویه تورباسلی
نوویه تورباسلی (انگلیسی: Novyye Turbasly) یک شهرک در شهرستان بلاگووشچنسکی باشقیرستان کشور روسیه است.